# إدوارد لامب
إدوارد لامب (بالإنجليزية: Edward Lamb)‏ هو محامي أمريكي، ولد في 23 أبريل 1901، وتوفي في 23 مارس 1987.